# Ben van Zelst
Ben van Zelst, né le 18 novembre 1961, est un triathlète professionnel néerlandais, champion d'Europe de triathlon longue distance (1991).

## Palmarès
Le tableau présente les résultats les plus significatifs (podium) obtenus sur le circuit national et international de triathlon depuis 1988.
| Année | Compétition                                        | Pays      | Position          | Temps           |
| ----- | -------------------------------------------------- | --------- | ----------------- | --------------- |
| 1993  | Ironman Lanzarote                                  | Allemagne | Médaille d'or     | 9 h 1 min 43 s  |
| 1993  | Triathlon international Almere                     | Pays-Bas  | Médaille d'argent | 8 h 18 min 20 s |
| 1992  | Ironman Lanzarote                                  | Allemagne | Médaille d'or     | 9 h 1 min 30 s  |
| 1991  | Championnats d'Europe de triathlon longue distance | Pays-Bas  | Médaille d'or     | 8 h 25 min 30 s |
| 1991  | Championnat des Pays-Bas longue distance           | Pays-Bas  | Médaille d'or     | Timing          |
| 1990  | Triathlon international Almere                     | Pays-Bas  | Médaille d'argent | 8 h 35 min 13 s |
| 1988  | Championnat des Pays-Bas longue distance           | Pays-Bas  | Médaille d'or     | Timing          |
| 1988  | Triathlon international Almere                     | Pays-Bas  | Médaille d'or     | 8 h 35 min 13 s |